# El pianista

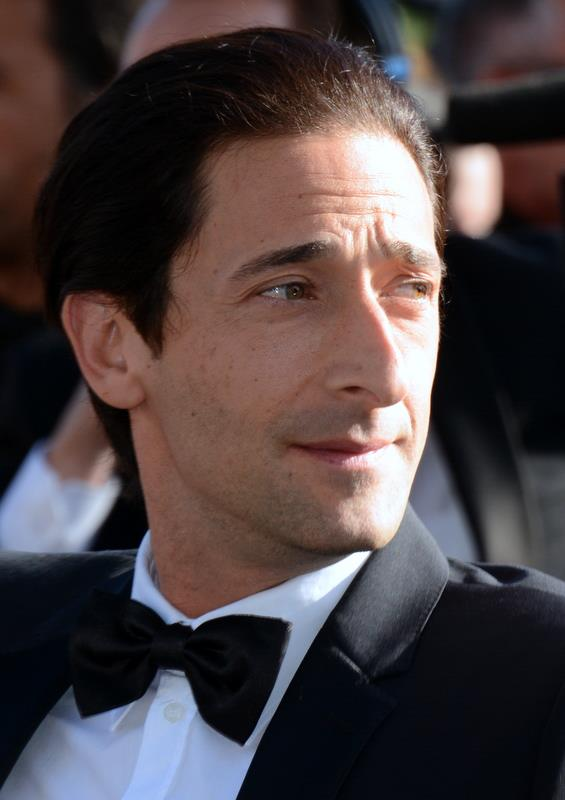
Adrien Brody

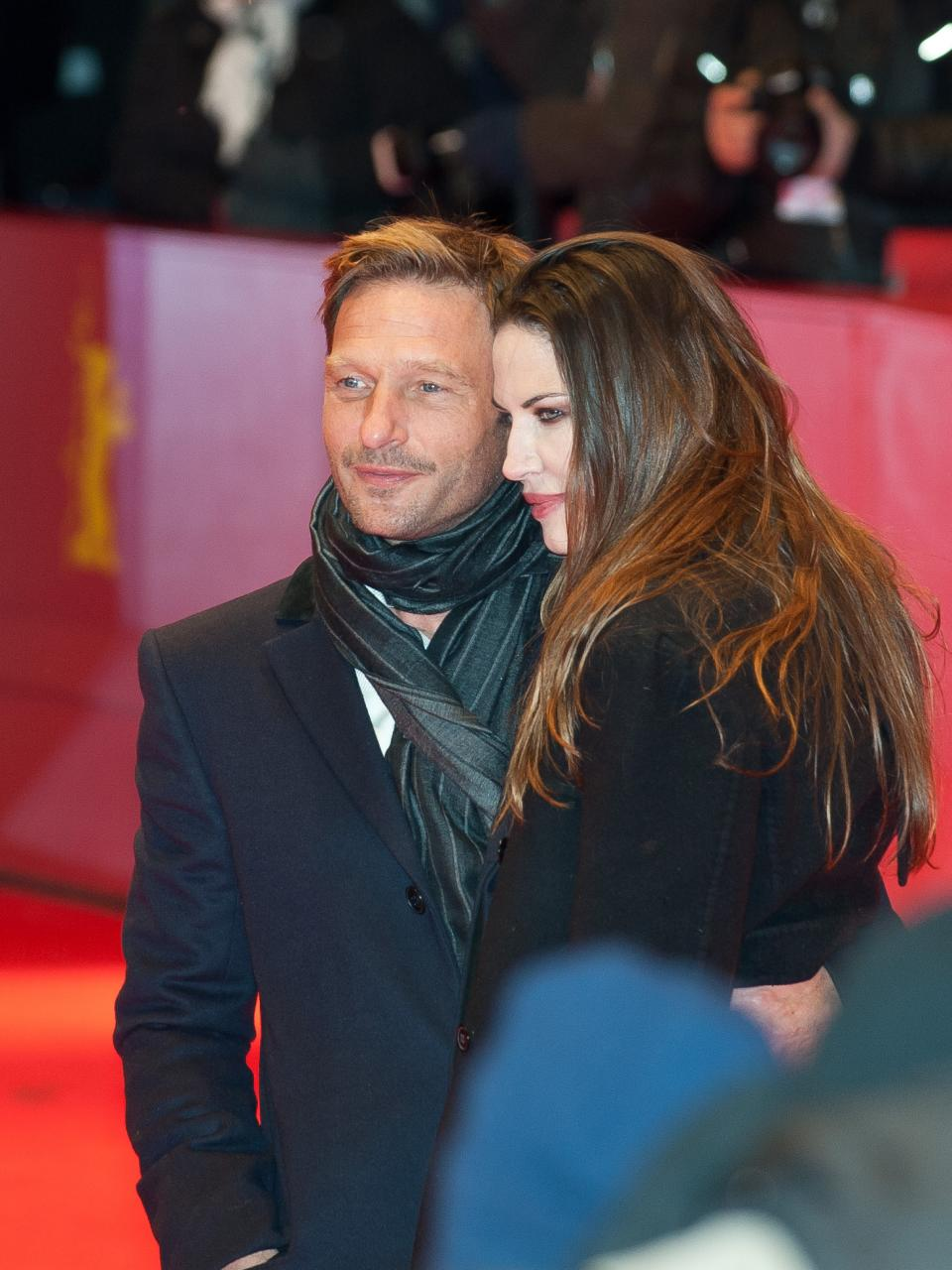
Thomas Kretschmann

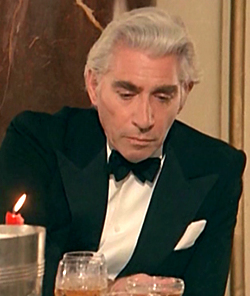
Frank Finlay

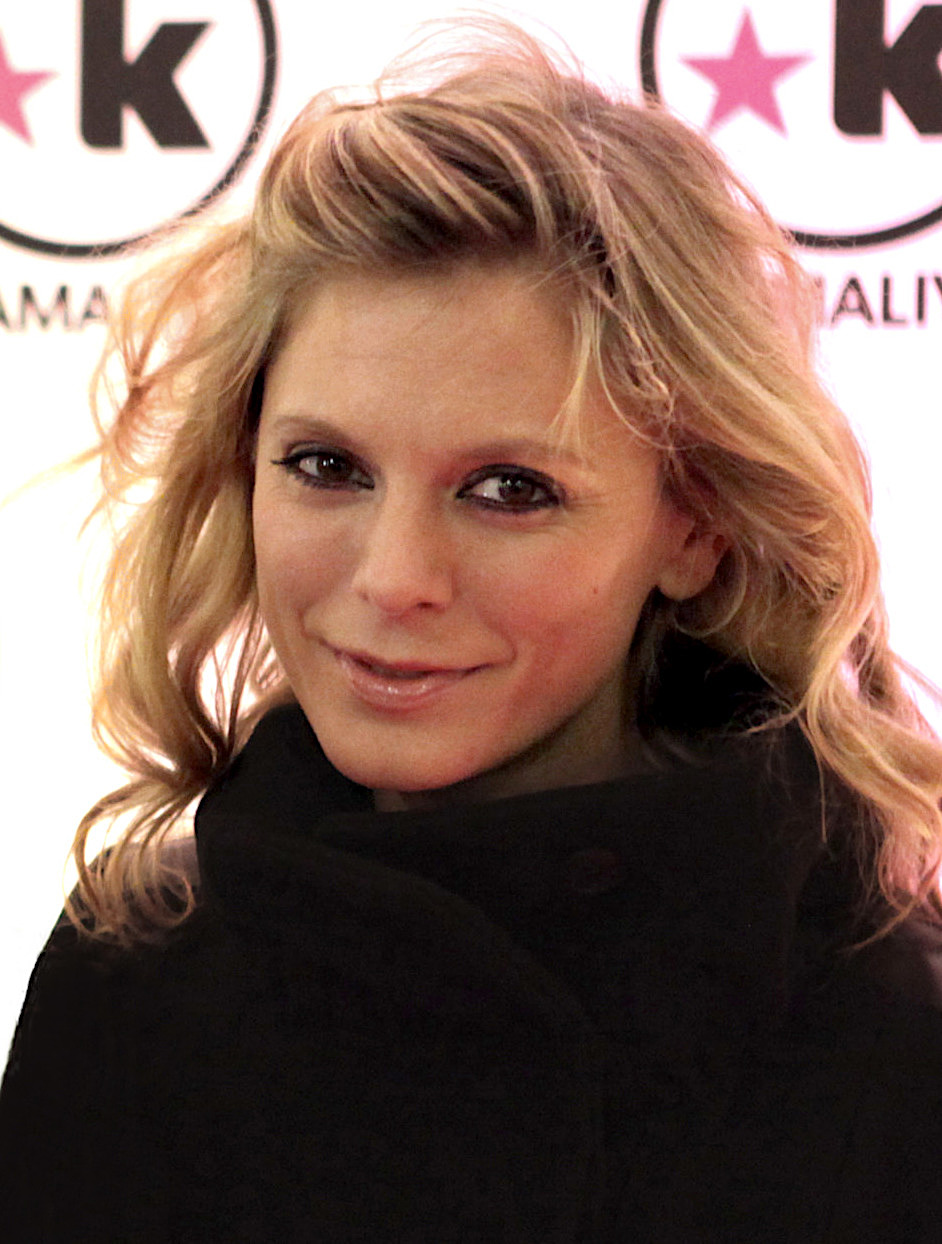
Emilia Fox

El pianista (título original en inglés: The Pianist) es una película del año 2002 dirigida por Roman Polanski y con Adrien Brody como actor principal. La película es una adaptación de las memorias del músico polaco de origen judío Władysław Szpilman. Narrando como este sobrevivió al holocausto y la ocupación de Varsovia (Polonia) por parte de la Alemania Nazi en la Segunda Guerra Mundial.
Recibió en 2002 la Palma de Oro en el Festival Internacional de Cannes. Así mismo ganó tres Premios Óscar: Al mejor director, al mejor actor principal y al mejor guion adaptado, de un total de 7 candidaturas; siete Premios César del cine francés: a la mejor película, al mejor director, al mejor actor principal, a la mejor banda sonora, a la mejor fotografía, al mejor decorado y al mejor sonido; como también dos Premios BAFTA: mejor película y edición.

## Argumento
Władysław Szpilman (Adrien Brody) es un pianista polaco de origen judío que trabaja en la radio de Varsovia cuando comienza la invasión nazi de Polonia el 1 de septiembre de 1939. Después de que la estación de radio donde estaba trabajando sea bombardeada, Szpilman llega a su casa, donde se entera de que el Reino Unido y Francia le han declarado la guerra a Alemania. Creyendo que la guerra se acabará pronto, él y su familia se alegran por la noticia y celebran con una gran cena.
Meses después las condiciones de vida para los judíos de Polonia se han deteriorado rápidamente, y se han reducido sus derechos: Tienen limitada la cantidad de dinero por familia, han de llevar brazaletes con la Estrella de David (מגן דוד, Maguén David) para ser identificados y, a finales de 1940 son obligados a trasladarse al Gueto de Varsovia. Allí se enfrentan al hambre, enfermedades y asesinatos que los nazis llevan a cabo. Después de un tiempo, los judíos son reunidos y deportados al campo de exterminio de Treblinka. En el último minuto Szpilman es salvado por Itzhak Heller, un policía del gueto judío, antiguo amigo de su familia. Separado de sus seres queridos Szpilman sobrevive, primero en el gueto como esclavo y posteriormente escondido en el exterior del mismo, ayudado por amigos que no son judíos y que todavía le recordaban, entre los que se encontraban Janina, una cantante; Andrezj, un actor, esposo de Janina y miembro de la Resistencia; Marek, otro miembro de la resistencia; Dorota, una antigua admiradora, y su esposo Michal; y Atek Szalas, antiguo técnico de Radio Varsovia y miembro de la Resistencia.
Mientras se mantiene escondido presencia los muchos horrores cometidos por los alemanes, como las palizas, incendios y matanzas indiscriminadas contra los judíos. Asimismo, atestigua el Levantamiento del gueto de Varsovia. 
Pasado un año, la vida en Varsovia se ha deteriorado bruscamente. Ante la proximidad del Ejército Rojo, la resistencia polaca organiza un levantamiento contra la ocupación alemana que es duramente reprimido. Como consecuencia, la ciudad queda en ruinas y en más de una ocasión Szpilman está al borde de la muerte debido a las enfermedades y la desnutrición.
Después de buscar comida por las ruinas de las casas y escapando de los nazis, Szpilman encuentra una lata de pepinillos Ogorki la cual trata de abrir. Después de continuar buscando, encuentra algunas herramientas junto a la chimenea e intenta abrirla, pero entonces se da cuenta de que un oficial alemán le observa, el capitán Wilm Hosenfeld que al instante se da cuenta de que Szpilman es judío. Al enterarse de que había sido pianista, Hosenfeld le lleva hasta un piano y le pide que toque algo. En ese momento un decrépito Szpilman ejecuta una desesperada pieza de Chopin (la primera balada Op. 23 en sol menor) ante un Hosenfeld que se compadece de él, le muestra su admiración por la interpretación, de manera que no le agrede, sino que le esconde en el ático del edificio, le lleva un abrelatas y comienza a llevarle comida con regularidad.
Semanas después, los alemanes son forzados a irse de Varsovia por el avance del Ejército Rojo. Antes de abandonar la zona Hosenfeld acude a despedirse de Szpilman y le da su abrigo, prometiéndole que le escuchará en la radio polaca. Una mañana, Szpilman se despierta y ve un camión entonando el himno nacional de Polonia, corre apresuradamente a la calle pero el abrigo casi resulta ser fatal para Szpilman cuando aparecen tropas polacas y soviéticas, ya que lo confunden con un oficial alemán y le disparan y persiguen en un edificio, donde le lanzan una granada. Solo consigue que dejen de disparar tras convencerlos de que es polaco y que sólo lleva el abrigo a causa del frío.
Paralelamente en un campo de concentración cercano, el capitán Hosenfeld y otros alemanes son capturados. Mientras está retenido, Hosenfeld le pide a un antiguo prisionero judío que pasaba por allí que contacte a Szpilman para liberarle. Szpilman, que ha retomado su vida de antes tocando en la radio de Varsovia, llega al lugar demasiado tarde ya que todos los prisioneros de guerra han sido trasladados a destinos desconocidos.
En la escena final de la película, Szpilman interpreta triunfalmente una pieza de Chopin (la Polonesa Brillante en Mi Mayor op. 22) frente a una gran audiencia en Varsovia. Antes de los créditos finales, se revela que Szpilman falleció en el año 2000 y Hosenfeld en 1952 en un campo de prisioneros de guerra soviético.

## Reparto
- Adrien Brody: Władysław Szpilman
- Thomas Kretschmann: el capitán Wilm Hosenfeld
- Frank Finlay: el padre de Władysław Szpilman
- Maureen Lipman: la madre de Władysław Szpilman
- Emilia Fox: Dorota
- Daniel Caltagirone: Majorek
- Ed Stoppard: Henryk Szpilman
- Julia Rayner: Regina Szpilman
- Jessica Kate Meyer: Halina Szpilman
- Rhut Plat : Janina

## Producción
El rodaje de la película empezó el 9 de febrero del 2001, en los Estudios Babelsberg, en Alemania, y requirió la recreación del Gueto de Varsovia y de la ciudad circundante. Aunque la guerra dejó la ciudad en ruinas, la mayor parte de la misma se reconstruyó, para la película, con el aspecto que se supone tuvo durante la guerra. Viejos barracones soviéticos sirvieron para recrear la ciudad en ruinas, pues de cualquier manera iban a ser demolidos.
Las primeras escenas de la película se grabaron en los antiguos barracones militares, y el equipo de rodaje se trasladó posteriormente a una casa en Potsdam, Alemania, que sirvió como la casa donde Szpilman conoce a Hosenfeld. El 2 de marzo del 2001, el rodaje prosiguió en un hospital abandonado del ejército soviético en Beelitz, Alemania, precisamente el mismo hospital donde Hitler permaneció convaleciente, unas semanas, durante la I Guerra Mundial. Allí se rodaron las escenas donde los nazis destruyen el hospital con lanzallamas.
El 15 de marzo el rodaje continuó en los Estudios Babelsberg. La primera escena que se rodó en el estudio fue aquella en la que Szpilman es testigo de la resistencia de los judíos del ghetto, que es sofocada por los nazis. Esta fue una escena técnicamente compleja, y se utilizó a varios dobles y explosivos.
El rodaje en los estudios acabó el 26 de marzo y se mudó a Varsovia el día 29. Fue elegido el barrio de Praga-Północ para el rodaje por su abundancia de edificios originales de la época. El departamento de arte construyó sobre estos edificios, recreando la Polonia de la Segunda Guerra Mundial con símbolos y carteles de la época. Otras escenas adicionales se rodaron en los alrededores de Varsovia. La escena del Umschlagplatz, donde Szpilman, su familia y cientos de judíos son metidos a golpes en un tren de mercancías que los llevará al campo de concentración, se filmó en la Academia militar local. El rodaje principal acabó en julio del 2001 y luego siguieron meses de posproducción, que se realizó en el lugar de residencia de Roman Polanski, en París, Francia.

### Versión casera
La película fue estrenada en formato digital en mayo de 2003 en un DVD de edición especial con material adicional como escenas de la producción, entrevistas con los actores, el director y escenas de Szpilman tocando el piano. La distribuidora Universal Studios Home Entertainment lanzó una edición de DVD en HD en enero de 2008 con material adicional como una grabación vieja del verdadero pianista y entrevistas con el elenco y a producción.

## Recepción
La película tuvo una amplia aceptación por la crítica, en especial la actuación de Brody y la dirección de Polanski. Tiene una calificación de 96% en el sitio especializado Rotten Tomatoes con la reseña: "Bien actuada y con buen drama, es el mejor trabajo de Polanski en años". El sitio Metacritic le asignó una calificación de 85/100.
Roger Ebert del Chicago Sun-Times reseñó de manera positiva la cinta y agregó: "Polanski realmente refleja lo que quiere decir, mostrar a Szpilman como un sobreviviente y no como un luchador o un heroe". El diario The New York Times mencionó en un artículo del crítico A.O. Scott que "el encuentro de Szpilman, en los últimos días de la guerra, con un oficial alemán amante de la música, cortejó el sentimentalismo asociando el amor al arte con la decencia moral".

## Música
En la mitad de la película se puede apreciar la Suite para violonchelo n.º 1, BWV 1007 de J. S. Bach. Cuando Hosenfield le pide una interpretación a Szpilman, este toca la Balada n.º 1 Op. 23 de Chopin. En realidad, Szpilman toca varias partes de la obra, puesto que su duración total es de casi 10 minutos. Durante los títulos de crédito del final de la película, Szpilman toca, con acompañamiento orquestal, la Gran Polonesa Brillante de Chopin.

### Banda sonora original
1. Nocturno en do sostenido menor, Op. póstumo n.º 20 (Frédéric Chopin)
2. Nocturno en mi menor, Op. 72 n.º 1 (Frédéric Chopin)
3. Nocturno en do menor, Op. 48 n.º 1 (Frédéric Chopin)
4. Balada n.º 2 en fa mayor, Op. 38 (Frédéric Chopin)
5. Balada n.º 1 en sol menor, Op. 23 (Frédéric Chopin)
6. Vals n.º 3 en la menor, Op. 34 n.º 2 (Frédéric Chopin)
7. Preludio en mi menor, Op. 28 n.º 4 (Frédéric Chopin)
8. Andante spianato en sol mayor (Frédéric Chopin)
9. Gran Polonesa Brillante en mi bemol mayor (Frédéric Chopin)
10. Moving to the Ghetto Oct. 31, 1940 (Wojciech Kilar)
11. Mazurka en la menor, Op. 17 n.º 4 (Frédéric Chopin)

## Premios
Premios Óscar
| Año  | Categoría                 | Persona                                    | Resultado |
| ---- | ------------------------- | ------------------------------------------ | --------- |
| 2002 | Mejor película            | Roman Polanski Alain Sarde Robert Benmussa | Nominada  |
| 2002 | Mejor director            | Roman Polanski                             | Ganador   |
| 2002 | Mejor actor               | Adrien Brody                               | Ganador   |
| 2002 | Mejor guion adaptado      | Ronald Harwood                             | Ganador   |
| 2002 | Mejor fotografía          | Pawel Edelman                              | Nominado  |
| 2002 | Mejor diseño de vestuario | Anna Sheppard                              | Nominada  |
| 2002 | Mejor montaje             | Hervé de Luze                              | Nominado  |

Festival Internacional de Cine de Cannes
| Categoría    | Resultado |
| ------------ | --------- |
| Palma de Oro | Ganadora  |

Premios César
| Categoría          | Persona                                        | Resultado |
| ------------------ | ---------------------------------------------- | --------- |
| Mejor película     | Mejor película                                 | Ganadora  |
| Mejor director     | Roman Polanski                                 | Ganador   |
| Mejor actor        | Adrien Brody                                   | Ganador   |
| Mejor banda sonora | Wojciech Kilar                                 | Ganador   |
| Mejor fotografía   | Pawel Edelman                                  | Ganador   |
| Mejor decorado     | Allan Starski                                  | Ganador   |
| Mejor sonido       | Jean-Marie Blondel Gérard Hardy Dean Humphreys | Ganadores |

Premios del Cine Polaco
| Categoría          | Persona        | Resultado |
| ------------------ | -------------- | --------- |
| Mejor película     | Mejor película | Ganadora  |
| Mejor director     | Roman Polanski | Ganador   |
| Mejor banda sonora | Wojciech Kilar | Ganador   |

Medallas del Círculo de Escritores Cinematográficos de 2002
| Categoría                 | Resultado |
| ------------------------- | --------- |
| Mejor película extranjera | Ganadora  |